# Luis Alberto Rivera Morales
Luis Alberto Rivera Morales (Agua Prieta, Sonora, 21 de junio de 1987) es un deportista mexicano. Su récord personal es de 8.46 metros, logrados en julio del 2013 en la  Universiada de Kazan.

## Biografía y educación
Nació en la ciudad fronteriza de Agua Prieta, Sonora y realizó sus estudios profesionales en la Universidad de Arizona donde se le otorgó el reconocimiento como el saltador de la década. Al destacar en atletismo es invitado por el Instituto Tecnológico de Monterrey para continuar sus estudios profesionales en la capital de Nuevo León, en dicha institución estudió la maestría en Ingeniería Energética, mientras fue entrenado por Francisco Olivares, formando así, parte del equipo de atletismo. 
Desde entonces, ha participado en Campeonatos Nacionales, Juegos Centroamericanos y Mundiales. Actualmente, se encuentra estudiando el Doctorado en Ingeniería Industrial en el Tecnológico de Monterrey.

## Trayectoria Deportiva
Participó en las Olimpiadas de Londres 2012 donde logró una marca de 7.42 metros en salto de longitud y fue eliminado de inmediato. Un año después, en la Universiada Mundial de Kazán, Rusia, brincó 8.46 metros y se colocó en el primer lugar del ranking mundial.
Próximo a participar en los certámenes previos a los Juegos Olímpicos Río de Janeiro 2016, Luis Alberto Rivera ha recibido varios reconocimientos por parte de su país, como el Premio Nacional del Deporte otorgado en el 2013, reconocimiento que compartió con el taekwondoín Uriel Adriano Ruiz y el gimnasta Daniel Corral; después de obtener el Premio Estatal del Deporte en su tierra natal, Sonora.